# Alexander Evans
Alexander Evans (* 13. September 1818 in Elkton, Cecil County, Maryland; † 5. Dezember 1888 in Elkton (Maryland)) war ein US-amerikanischer Politiker. Zwischen 1847 und 1853 vertrat er den Bundesstaat Maryland im US-Repräsentantenhaus.

## Werdegang
Alexander Evans besuchte die öffentlichen Schulen seiner Heimat und arbeitete dann als Bauingenieur. Nach einem anschließenden Jurastudium und seiner 1845 erfolgten Zulassung als Rechtsanwalt begann er in Elkton in diesem Beruf zu praktizieren. Politisch wurde er Mitglied der Whig Party. Bei den Kongresswahlen des Jahres 1846 wurde er im fünften Wahlbezirk von Maryland in das US-Repräsentantenhaus in Washington, D.C. gewählt, wo er am 4. März 1847 die Nachfolge von Albert Constable antrat.
Nach zwei Wiederwahlen konnte Evans bis zum 3. März 1853 drei Legislaturperioden im Kongress absolvieren. Diese waren zunächst von den Ereignissen des Mexikanisch-Amerikanischen Krieges und dann von den Diskussionen um die Sklaverei überschattet. Im Jahr 1850 wurde der von Senator Henry Clay eingebrachte Kompromiss von 1850 verabschiedet. Nach dem Ende seiner Zeit im US-Repräsentantenhaus zog sich Evans aus der Politik zurück und arbeitete wieder als Anwalt. Er starb am 5. Dezember 1888 in seinem Heimatort Elkton, wo er auch beigesetzt wurde.